# Cráter Pingualuit
El cráter Pingualuit (en francés: cratère des Pingualuit; del inuit "grano"), anteriormente denominado "cráter Chubb" y más tarde "cráter del Nuevo Quebec" (en francés cratère du Nouveau-Québec), es un cráter de impacto relativamente joven situado a unos 100 kilómetros al suroeste de la localidad de Kangiqsujuaq, en la península de Ungava, en la región administrativa de Nord-du-Québec, en Quebec (Canadá).
Tiene 3,44 km de diámetro y una antigüedad estimada de 1,4 ± 0,1 millones de años (Pleistoceno). En la actualidad, el cráter y sus alrededores forman parte del Parque Nacional Pingualuit. La única especie de pez que habita en el lago del cráter es el salvelino ártico (Salvelinus alpinus).

## Geografía
El cráter está expuesto a la superficie, con un borde que se eleva 160 m por encima de la tundra circundante, y tiene 400 m de profundidad. La depresión que forma alberga el lago Pingualuk, que con sus 267 m de profundidad es uno de los más profundos de Norteamérica. Contiene una de las aguas dulces más puras del mundo, con un nivel de salinidad inferior a 3 ppm (en comparación, el nivel de salinidad de los Grandes Lagos es de 500 ppm). Es también uno de los lagos más transparentes del mundo, ya que puede verse un disco Secchi a más de 35 m de profundidad. Carece de afluentes y efluentes aparentes, por lo que el agua que almacena procede exclusivamente de la lluvia y la nieve, y sólo la pierde por evaporación.

## Formación
El cráter se formó por el impacto de un meteorito hace 1,4 Ma, según se desprende de la datación 40Ar/39Ar de las rocas fundidas por el impacto. Además, el análisis de estas rocas reveló la existencia de procesos de deformación planar, además de determinar la composición del propio meteorito. La concentración de hierro, níquel, cobalto y cromo detectada en las muestras de material fundido por el impacto apunta a que el meteorito era de naturaleza condrítica.

## Descubrimiento y estudio científico

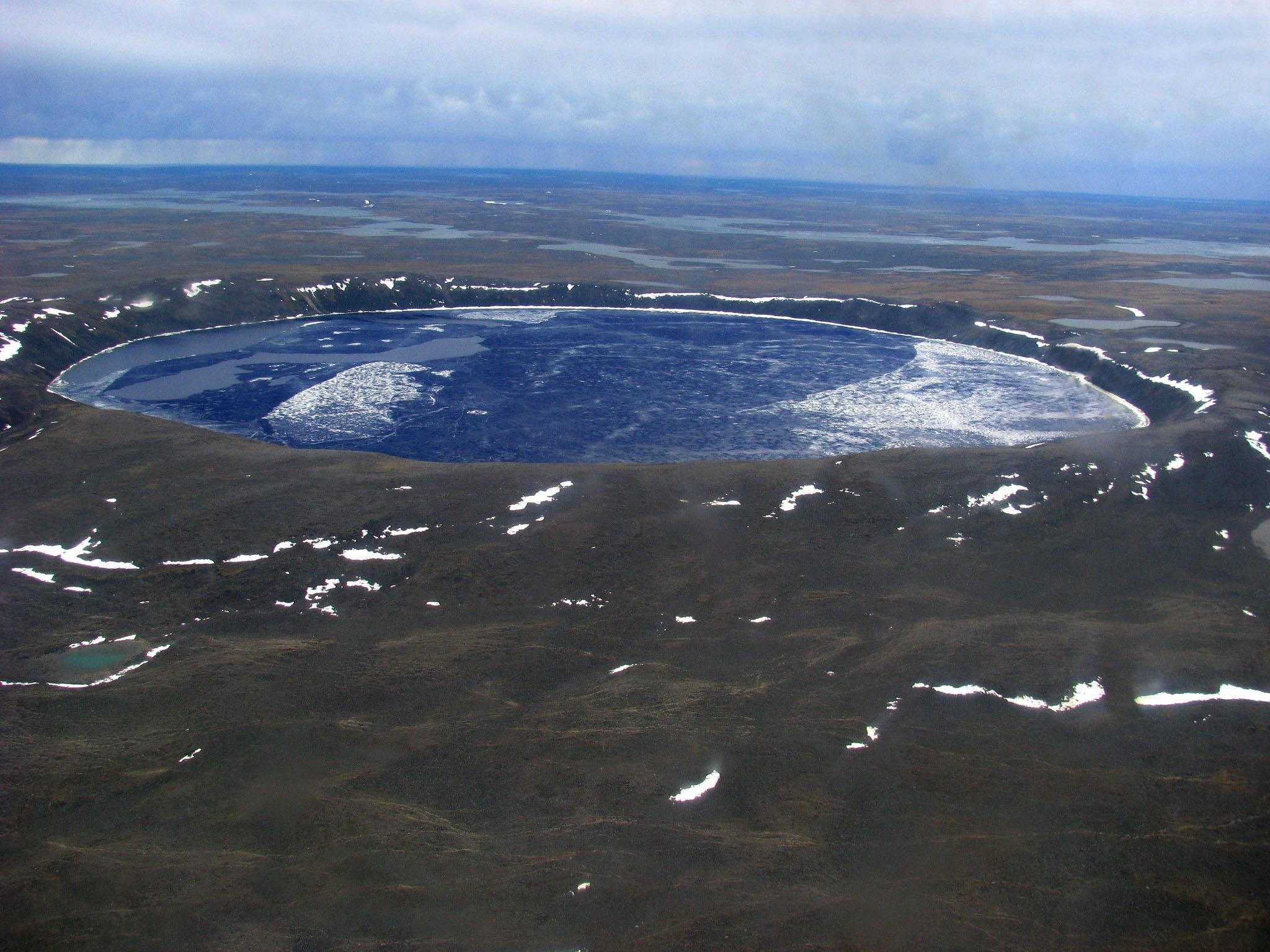
Vista del cráter y el lago desde un avión

Este cráter lacustre, en gran parte desconocido para el mundo exterior, era conocido desde antiguo por los inuit, que lo llamaban el "Ojo de Cristal de Nunavik" debido a sus aguas cristalinas. Los pilotos de la Segunda Guerra Mundial solían servirse de este punto de referencia, de una forma circular casi perfecta, como ayuda para la navegación.
El 20 de junio de 1943, un avión de las Fuerzas Aéreas del Ejército de Estados Unidos que se encontraba realizando un vuelo meteorológico sobre la región de Ungava, en la provincia de Quebec, tomó una fotografía en la que se podía apreciar cómo el borde del cráter sobresalía sobre el paisaje. En 1948, la Real Fuerza Aérea Canadiense sobrevoló esta misma zona en el marco de su programa de vuelos fotogramétricos, si bien estas fotografías no se hicieron públicas hasta 1950. El buscador de diamantes de Ontario Frederick W. Chubb se mostró interesado por el peculiar terreno que se veía en las fotografías y solicitó la opinión del geólogo V. Ben Meen, del Museo Real de Ontario. Chubb albergaba esperanzas que el cráter fuera el de un volcán extinto, ya que en ese caso la zona podría contener yacimientos de diamantes similares a los existentes en Sudáfrica. Sin embargo, a juicio de Meen, que era un experto en geología canadiense, el origen volcánico quedaba descartado. En 1950, Meen emprendió con Chubb un breve viaje en avión al cráter, en el que propuso el nombre de "cráter Chubb" para el área circular y el de "lago Museum" para la masa de agua irregular que se encuentra a unos 3,2 km al norte del cráter (en la actualidad conocido como lago Laflamme).
A su regreso, Meen organizó una expedición con la colaboración de la National Geographic Society y el Museo Real de Ontario. En julio de 1951 viajaron a la zona en un hidroavión PBY Catalina y aterrizaron en el cercano lago Museum. No fue posible encontrar fragmentos de níquel-hierro procedentes del meteorito con los detectores de minas que facilitó el ejército estadounidense, ya que el granito de la zona contenía altos niveles de magnetita. Sin embargo, un estudio magnetométrico detectó una anomalía magnética bajo el borde norte del cráter, indicativa de la presencia de una gran masa subterránea de material metálico. En 1954, Meen encabezó una segunda expedición al cráter, y aquel mismo año se le cambió su nombre por el de cratère du Nouveau-Quebec ("cráter del Nuevo Quebec") a petición de la Junta Geográfica de Quebec.
En 1986, una expedición dirigida por James Boulger extrajo una pequeña muestra de roca de los alrededores del cráter del Nuevo Quebec. Su análisis petrográfico se llevó a cabo en el Centro de astrofísica Harvard-Smithsonian, y Ursula Marvin y David Kring se encargaron de comunicarlo a la 51.ª Sociedad Meteorítica en 1988. Aquel verano, Boulger regresó a la zona junto con un grupo de investigación dirigido por M. A. Bouchard, de la Universidad de Montreal. Tres años más tarde, el geólogo canadiense Richard A. F. Grieve incluyó el cráter de Nuevo Quebec en la lista de los 130 cráteres de impacto terrestres conocidos. En 1992, Marvin y Kring publicaron el análisis petrográfico de dos muestras procedentes del borde del cráter, en el que se documentaba la existencia de metamorfismo de choque, un fenómeno que se produce en cráteres de impacto similares.
En 1999 se le volvió a cambiar el nombre por el de "Pingualuit" con el fin de fomentar la cultura inuit en la región de Nunavik. "Pingualuit" es la forma plural de la palabra pingualuk, que significa "el gran grano eruptivo", debido a la propia forma del cráter y a la presencia de pequeñas colinas, también parecidas a granos eruptivos, que se encuentran en los alrededores del cráter. En la actualidad, el cráter y su entorno forman parte del Parque Nacional Pingualuit de Canadá, creado el 1 de enero de 2004.

### Expedición de 2007

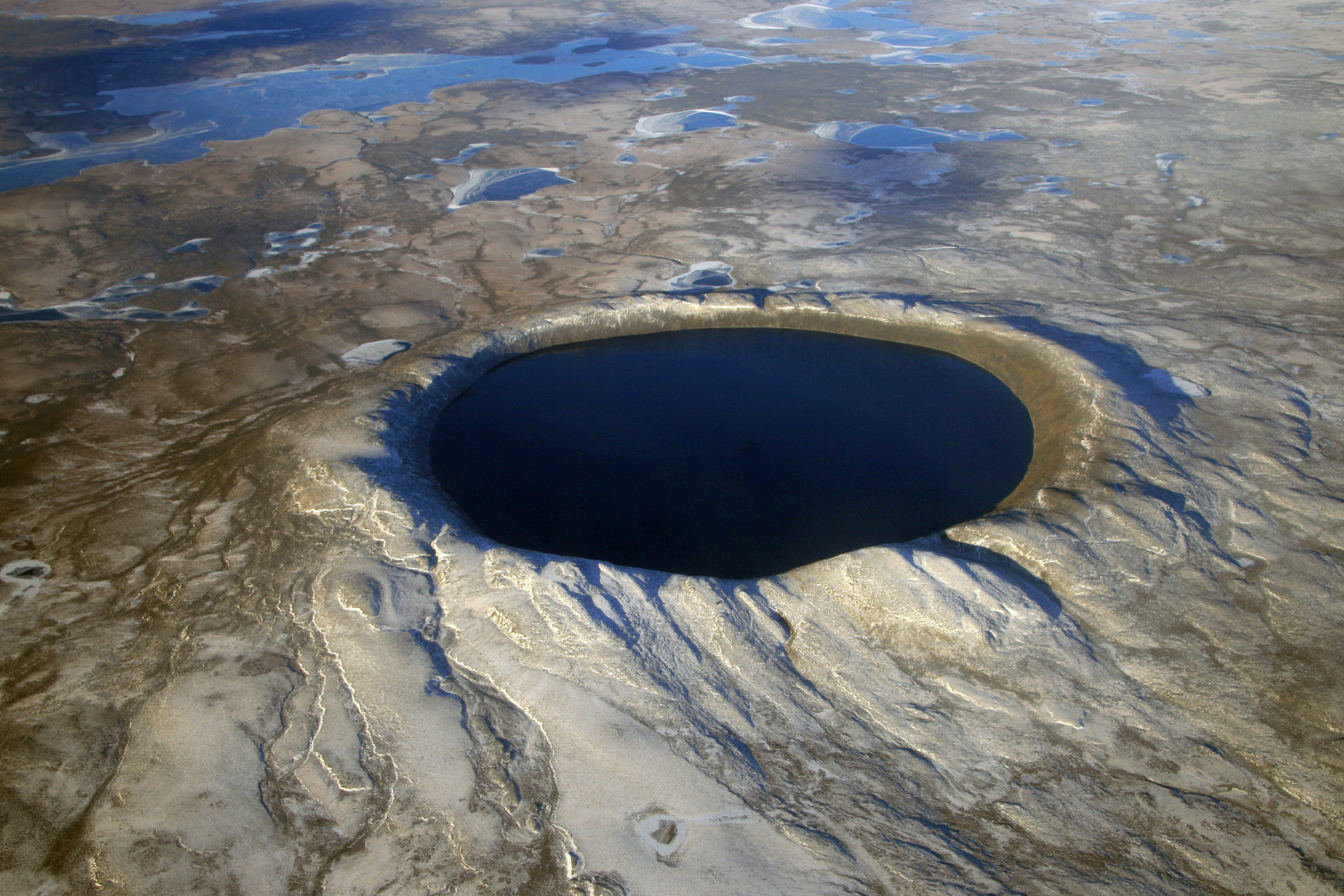
Cráter Pingualuit (octubre de 2007)

El profesor Reinhard Pienitz, de la Universidad Laval, dirigió en 2007 una expedición al cráter para extraer muestras de sedimentos del lugar más profundo del lecho del lago, que estaban llenas de polen fósil, algas y larvas de insectos. El espesor total de los sedimentos es de 11,2 m, pero el equipo consiguió obtener testigos de 8,5 m de longitud. La idea era que estos hallazgos aportaran información sobre las variaciones en el clima desde el último periodo interglaciar, hace 120.000 años. Los resultados preliminares muestran que los sedimentos han "registrado" dos periodos interglaciares más antes del actual.